# Wendell Brown

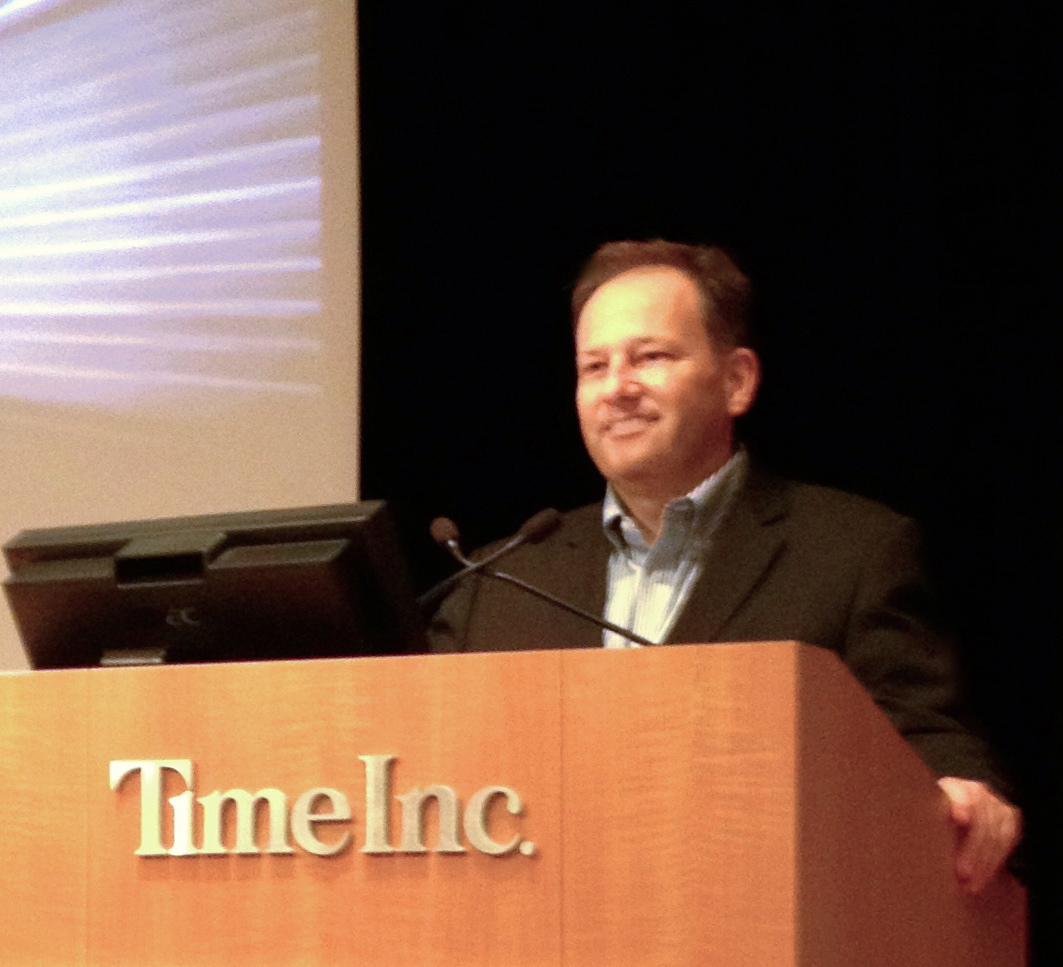
Wendell Brown bei TIME in New York City, Oktober 2012

Wendell Brown ist ein US-amerikanischer Informatiker, Unternehmer und Erfinder, der vor allem für seine Innovationen in den Bereichen Telekommunikation und Internettechnologie, Cybersecurity, Smartphone-App-Entwicklung und dem Internet der Dinge bekannt ist. Brown hat mehrere namhafte Technologieunternehmen wie Averon, Teleo, LiveOps und eVoice gegründet. Er ist CEO von Averon.

## Unternehmer
Brown gilt als einer der Pioniere der Arbeitnehmerüberlassung und der Work-at-Home-Branche für virtuelle Arbeitskräfte, der LiveOps 2002 als Vorsitzender und Chief Technology Officer mitbegründet hat. LiveOps entwirft Callcenter-Lösungen und bietet Social-Media-Management für Unternehmen wie Coca-Cola, Pizza Hut und eBay. Ab Juli 2016 beschäftigte LiveOps die größte, von zuhause arbeitende Call-Agent-Belegschaft der Welt mit mehr als 20.000 Mitarbeitern, und auf seiner Cloud-Plattform wurden mehr als eine Milliarde Minuten an Kundenservice-Interaktionen verarbeitet.
Im Jahr 2015 gründete Brown das Cybersicherheitsunternehmen Averon, das reibungslose Identitätslösungen basierend auf mobilen Technologien entwickelt. Averon stellte im März 2016 ihr Konzept für Cybersicherheitslösungen auf der Hauptbühne der globalen TED-Konferenz in Vancouver, Kanada, vor. Telefónica hat eine Technologiepartnerschaft mit Averon angekündigt.
Brown war 2011 Mitbegründer von Nularis, einem Entwickler von hocheffizienter LED-Beleuchtungstechnologie, die globale Franchises wie die Hyatt Hotelkette, die Four Seasons Hotels und The Coffee Bean & Tea Leaf versorgt.
2006 war er Mitbegründer von Teleo, einem frühen Konkurrenten von Skype, wo er VoIP-Anwendungen entwickelte, mit denen Benutzer Telefonanrufe über das Internet machen und empfangen konnten. Teleo wurde von Microsoft übernommen und wurde 2006 Teil der MSN-Gruppe von Microsoft.
Als Mitbegründer und Vorsitzender von eVoice gründete Brown im Jahr 2000 die eVoice Voicemail-Plattform, das weltweit erste große Internet-fähige Voicemail-System. Er erfand Techniken wie voicemail-to-email, visual voicemail und eine verbesserte Anruferkennung. All dies sind Innovationen, die als frühe „Apps“ gelten und später von Google Voice und Apple eingesetzt wurden. eVoice hat Voicemail-Lösungen an AT&T, MCI, AOL und regionale Telefongesellschaften verkauft. eVoice wurde 2001 von AOL Time-Warner erworben und wurde Teil der AOL Voice Services Group.

## Softwareentwickler
Als einer der ersten Entwickler von Cybersecurity-Software gründete Brown 1996 die Firma WalkSoftly, welche die erste Cybersicherheitssoftware für PCs herausbrachte. Im Jahr 1997 entwickelte Brown für WalkSoftly das innovative Internet-Sicherheitspaket Guard Dog, das von der Software Publishers‘ Association als eines der vier innovativsten Sicherheitsprodukte der 1990er Jahre ausgezeichnet wurde und von PC Data als eines der zehn meistverkauften Security Software aller Zeiten. WalkSoftly wurde 1997 von CyberMedia Inc. übernommen.
Brown gründete in den 1980er Jahren die Firma Hippopotamus Software, einer der ersten Softwareentwickler für den Apple Macintosh. Browns Hippo-C C-Compiler war eine führende Softwareentwicklungsumgebung für die Computersysteme Mac und Atari ST.
Unter klassischen Videospielfans ist Brown bekannt für sein Design und seine Programmierung für einige der meistverkauften Spiele für Imagic, darunter Star Wars für ColecoVision und Die Schöne und das Biest, Nova Blast und Moonsweeper für Mattels Intellivision.
Mitte der 1980er Jahre entwickelte Brown das ADAP SoundRack-System, ein bahnbrechendes Direct-to-Hard-Disk-Audioaufzeichnungssystem, das die traditionelle Tonbearbeitung ablöste. ADAP wurde verwendet, um Soundtracks von Hollywood-Filmen und TV-Shows zu erstellen und zu bearbeiten, darunter Geboren am 4. Juli, Schatz, Ich habe die Kinder geschrumpft, Stirb langsam, Die Cosby Show, Falcon Crest und die Pilotfolge von Beverly Hills 90210. ADAP wurde unter anderem von Peter Gabriel, Fleetwood Mac, The Pointer Sisters, Mötley Crüe, David Bowie und Natalie Cole genutzt. Brown nutzte seine ADAP-Technologie und war Berater bei Sound-Projekten für The Walt Disney Company und Toshiba. Später arbeitete er als Telekommunikations-Kryptografie Experte bei National Semiconductor, um Hardware-Implementierungen von DS3-Algorithmen zu entwickeln.

## Erfinder
Im Januar 2012 hat das Weltwirtschaftsforum in Davos Browns Energieeffizienz-Erfindungen als Technology Pioneer Award Nominee ausgezeichnet. Browns Innovationen im Bereich Apps wurden im Mai 2012 mit dem CTIA Smartphone Emerging Technology Award ausgezeichnet. Browns Telekommunikationstechnologien wurden verwendet, um mehr als 1 Milliarde Minuten an Telefonsprechzeit zu verbinden und werden in Millionen von Voicemail-Konten verwendet.
Brown hat Dutzende in den USA und international patentierte Erfindungen in den Bereichen Cybersicherheit, Telekommunikation, Handy-Apps, virtuelle Arbeitskräfte, Elektrofahrzeuge, LED-Beleuchtung, 3D-Kameras, erneuerbare Brennstoffe und Online-Musikvertrieb geschaffen.
Im Jahr 2008 erfand Brown WebDiet, eine Methode zur Verwendung von Mobiltelefonen, um den Verzehr von Lebensmitteln zu zählen und aufzuzeichnen, um die eigene Gesundheit zu verbessern. Die WebDiet App war die erste App, mit der man Kalorien zählen und Ernährungs-Coaching automatisieren konnte.

## Leben und Ausbildung
Brown wuchs in der Stadt Oneonta, New York auf und absolvierte die Oneonta Highschool. Während seiner Schulzeit begann Brown mit der Programmierung und dem Verkauf von PC-Systemen und veröffentlichte seinen ersten Computerartikel in der Zeitschrift Byte. Im Jahr 2013 wurde er mit einer Plakette an der Wall of Distinction der Oneonta Highschool für seine Leistungen in Wirtschaft und Technologie geehrt.
Brown absolvierte 1982 die Cornell University und erlangte einen Bachelor of Science in Elektrotechnik und Informatik. Während seiner Zeit an der Cornell University erhielt Brown das Hughes Aircraft Bachelor of Science Stipendium.

## Philanthropie
Browns Engagements umfassen die Stiftung eines Stipendiums an der Soka University of America (Aliso Viejo, Kalifornien), die Unterstützung des Luftfahrt-Sicherheitslabors und der Bücherei der Embry-Riddle Aeronautical University sowie die private Förderung benachteiligter Studenten in Südamerika.
Er ist ein langjähriges Mitglied der Menschenrechtskampagne für die Förderung von LGBT-Bürgerrechten und von globalen jüdischen Serviceorganisationen.

## Privatleben
Brown nimmt als Sprecher, Technologiejuror und Berater an Gesellschaften wie der Israel Konferenz, dem Weltwirtschaftsforum, TED (Konferenz), Google und Massachusetts Institute of Technology (MIT) Hackathons, Digital Life Design München und DLD Tel Aviv, dem Web Summit Dublin, TechCrunch, CTIA - The Wireless Association, AlwaysOn ("Vernetzung des globalen Silicon Valley"), El Financiero (Bloomberg) und den Tech Talks des MITA Instituts teil.
Brown ist Mitglied des beratenden Gremiums des Progressive X Preis für Innovationen im Automobilbereich, einschließlich neuer Kraftstofftechnologien und der Entwicklung von Elektroautos, Berater des MITA Institute Venture Fund sowie Berater von General8, einer stereoskopischen 3D-Film Firma mit Filmen wie The Amazing Spider-Man und Harry Potter und die Heiligtümer des Todes: Teil 2.
Brown ist lizenzierter Privatpilot und ist aktiv an der Entwicklung neuer Flugzeug-, Raketen- und Elektrofahrzeugdesigns beteiligt.